# Tlogorejo (Bonorowo)
Tlogorejo is een bestuurslaag in het regentschap Kebumen van de provincie Midden-Java, Indonesië. Tlogorejo telt 909 inwoners (volkstelling 2010).